# The House of Toys
The House of Toys è un film muto del 1920 diretto da George L. Cox. La sceneggiatura di Daniel F. Whitcomb si basa sull'omonimo romanzo di Henry Russell Miller pubblicato a Indianapolis nel 1914. Prodotto dall'American Film Company, aveva come interpreti Seena Owen, Pell Trenton, Helen Jerome Eddy, Lillian Leighton.

## Trama
Shirley Lord, sposatasi con un giovane architetto che cerca di farsi strada senza grande successo, si pente ben presto di quel matrimonio osteggiato fin da subito da sua zia Clara, una ricca signora della buona società. Dopo qualche anno di matrimonio, Shirley si separa dal marito e torna dalla zia e alla sua vita lussuosa.

Il marito, nonostante gli sforzi, deve arrendersi: lascia la professione e trova impiego presso uno studio come disegnatore. Incoraggiato dal suo nuovo capo e da Helen, una collega, David ottiene finalmente successo come architetto. Shirley riconosce il proprio egoismo e il suo amore per il marito. Helen, sacrificandosi, esorta David a tornare dalla moglie, assistendo poi così alla loro riconciliazione.

## Produzione
Il film fu prodotto dall'American Film Company.

## Distribuzione
Il copyright del film, richiesto dall'American Film Co., Inc., fu registrato il 10 maggio 1920 con il numero LP15103.

Distribuito dalla Pathé Exchange, il film uscì nelle sale cinematografiche statunitensi nel maggio 1920.

### Conservazione
Non si conoscono copie ancora esistenti della pellicola che viene considerata presumibilmente perduta.